# Miravci
Miravci (macedónul: Миравци) település Észak-Macedóniában, a Délkeleti körzet Gyevgyelijai járásában.

## Népesség
| Lakosok száma | 1145 | 1235 | 1438 | 1525 | 1684 | 1675 | 1667 | 1647 | 1392 |
|               | 1948 | 1953 | 1961 | 1971 | 1981 | 1991 | 1994 | 2002 | 2021 |

2002-ben 1 647 lakosa volt, akik közül 1 641 macedón, 5 szerb és 1 egyéb nemzetiségű.